# Střemcha virginská

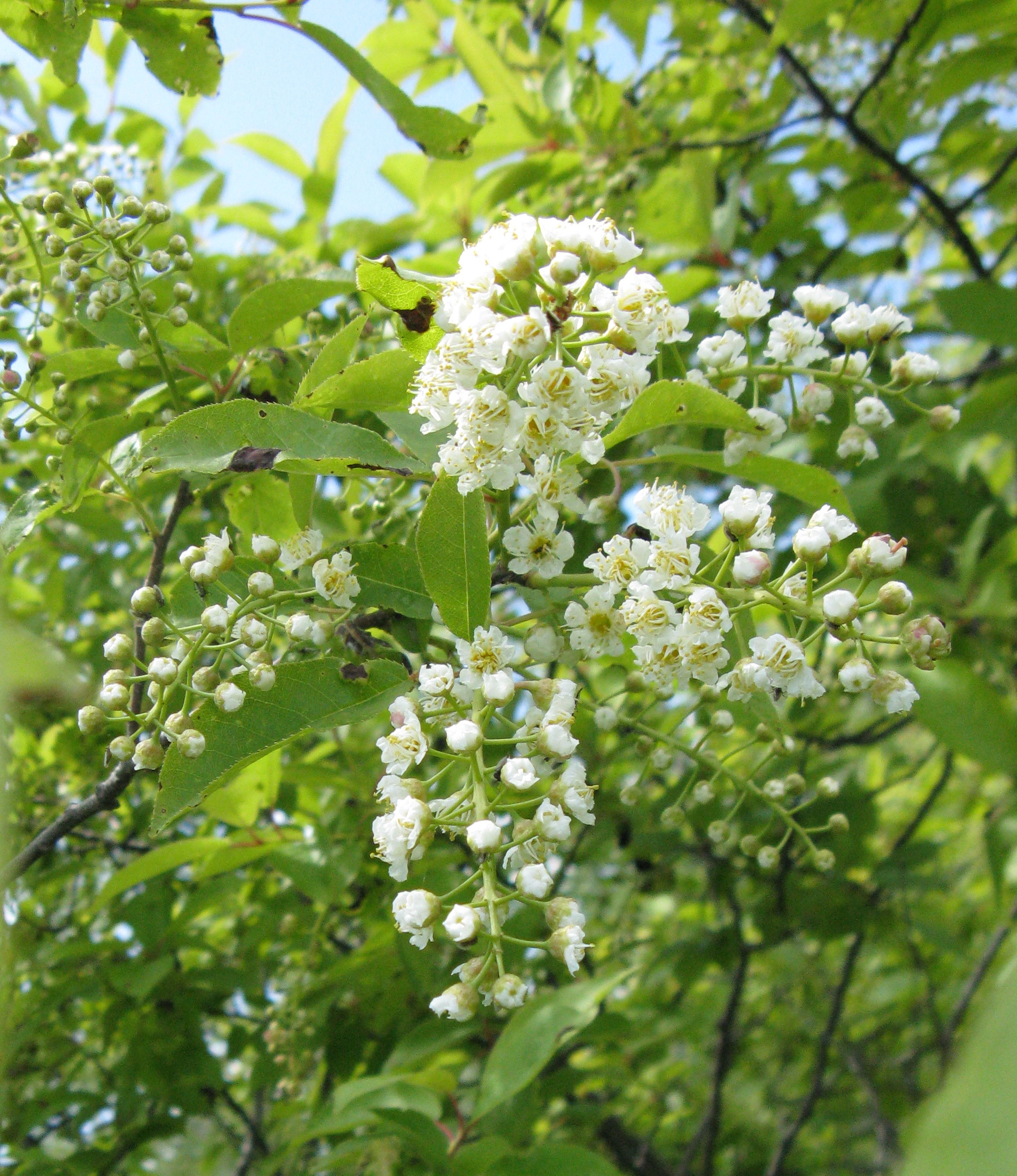
Nakvétající květenství

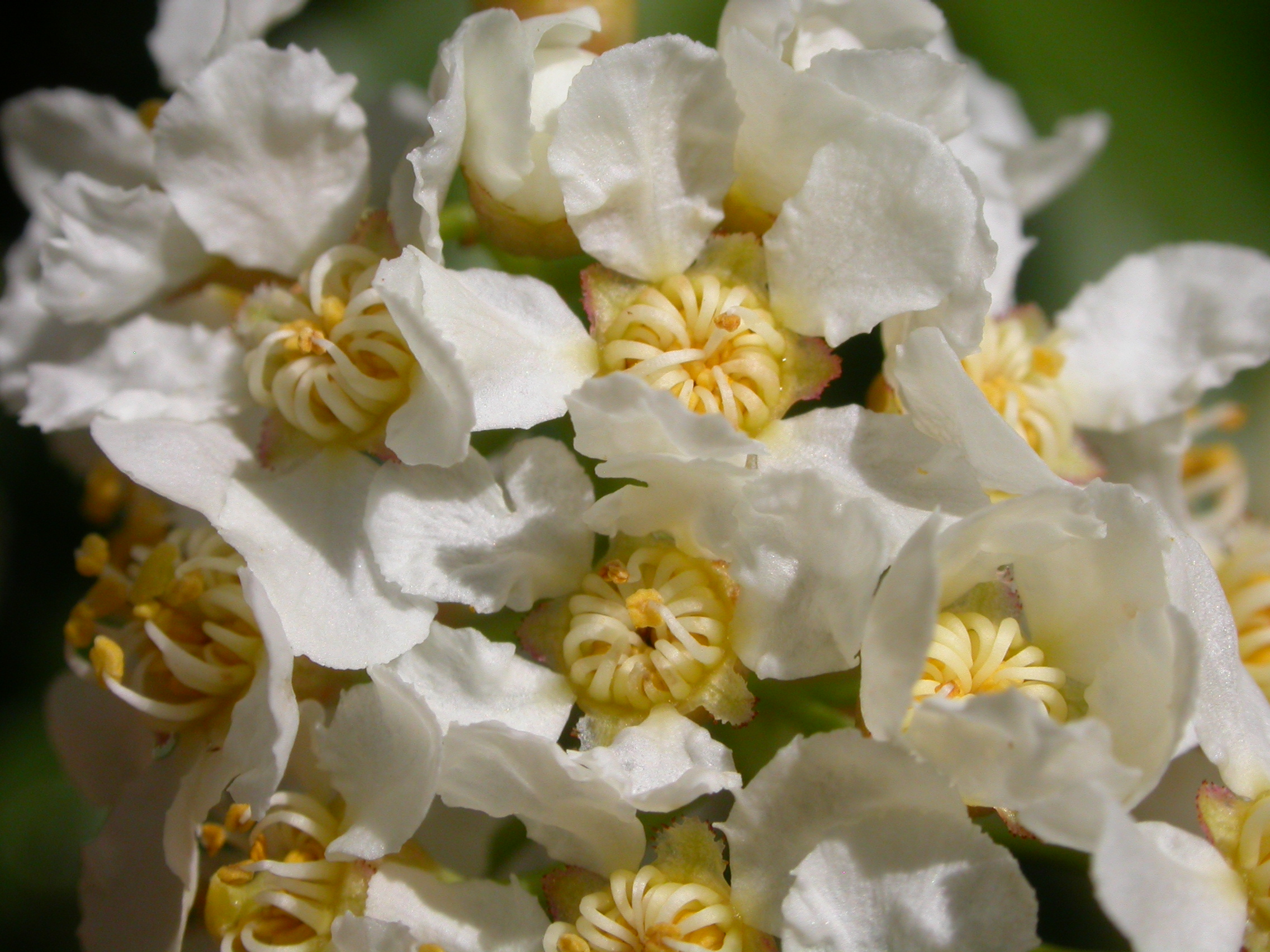
Květy s nezralými tyčinkami

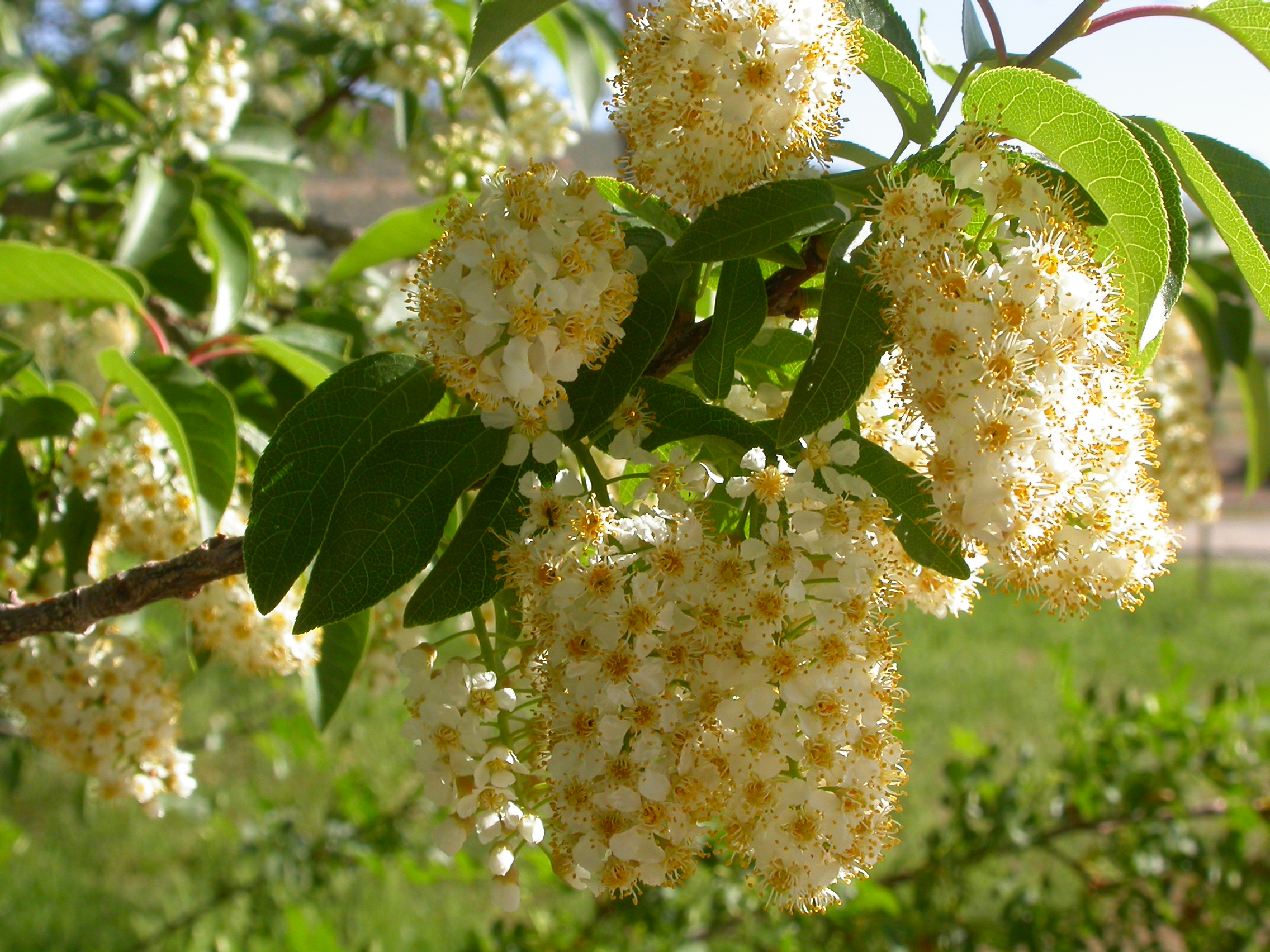
Květy se zralými tyčinkami

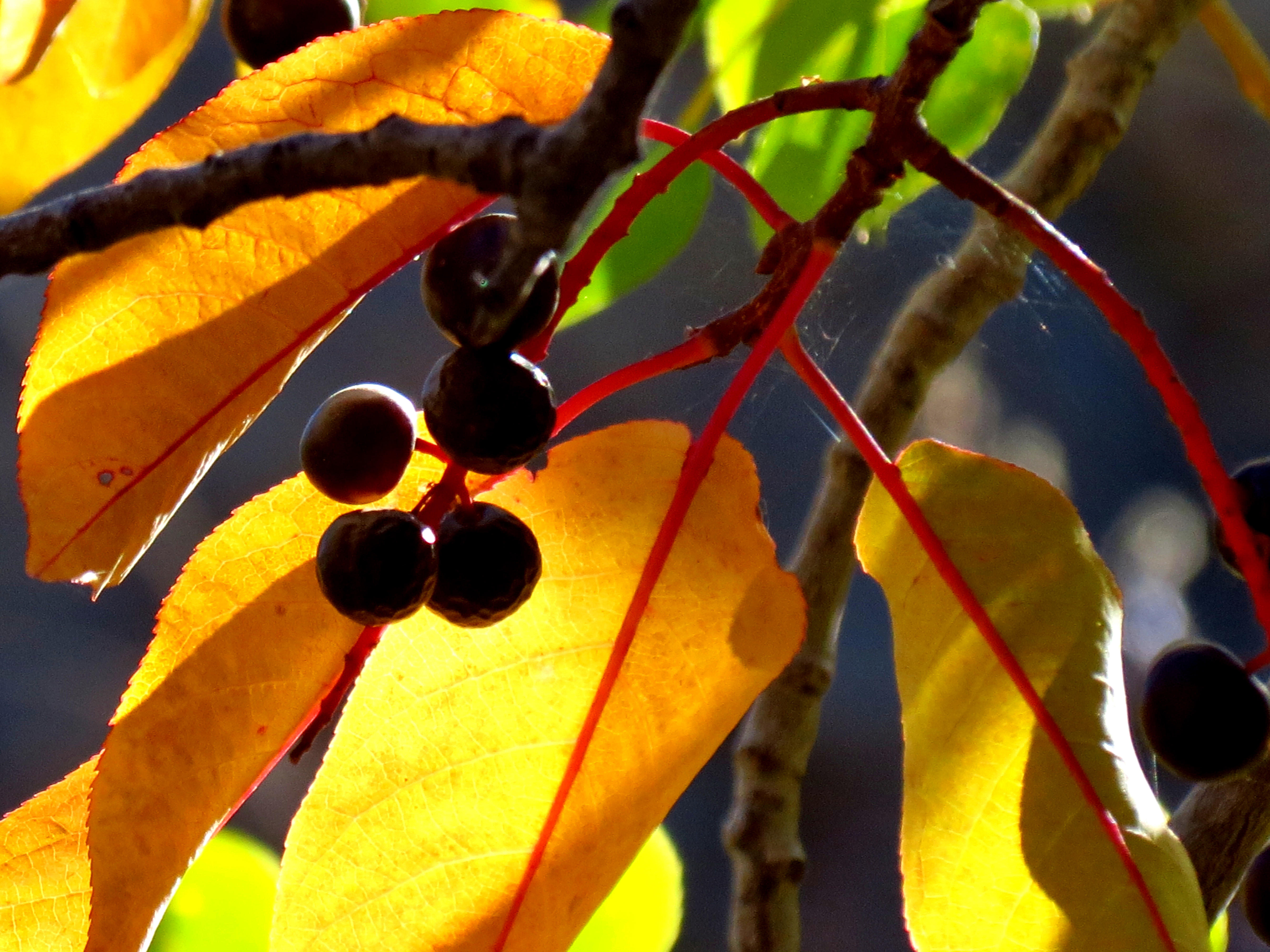
Plodenství se zralými plody

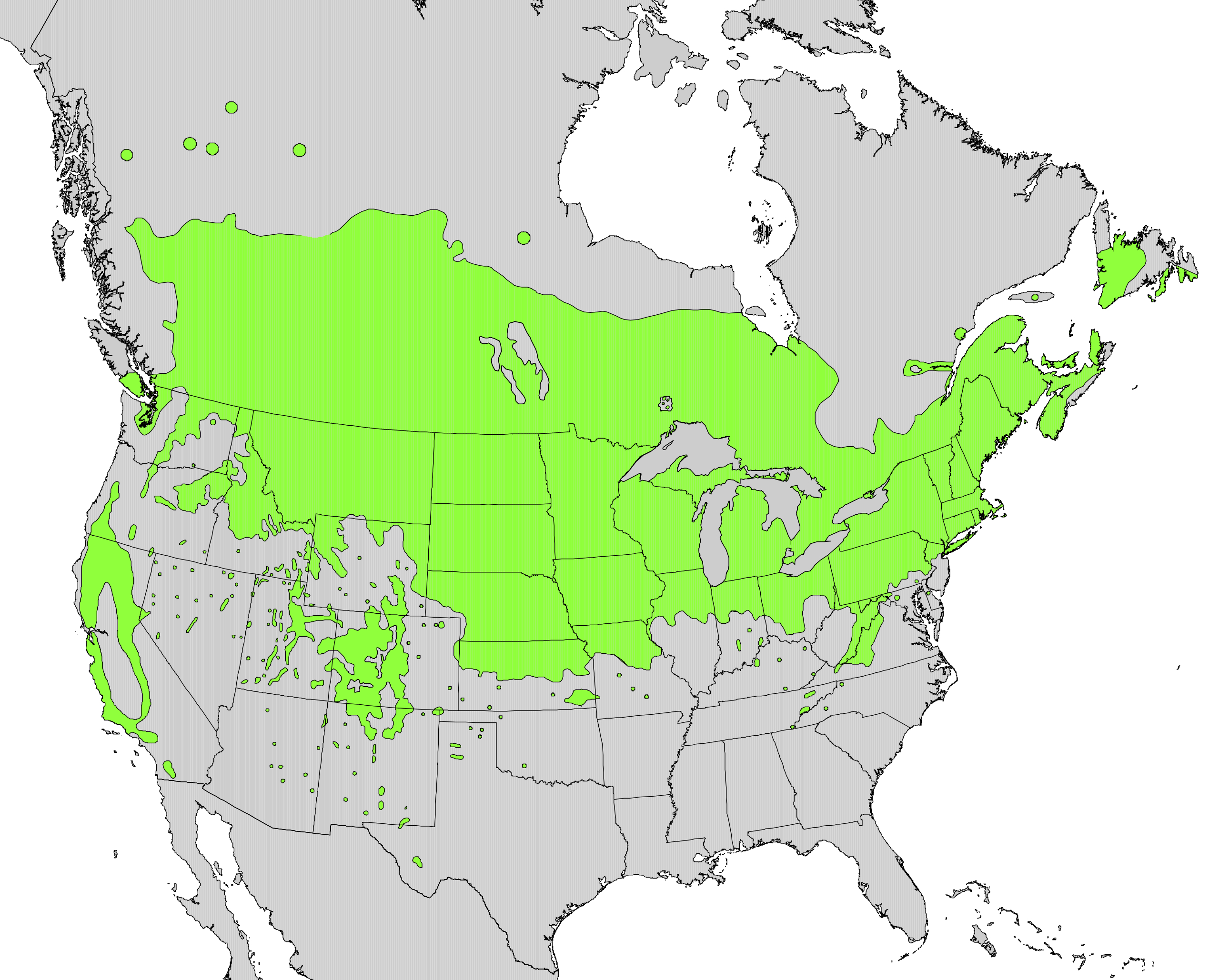
Původní areál rozšíření

Střemcha viržinská (Prunus virginiana) je severoamerická opadavá, bíle kvetoucí dřevina, rostoucí jako strom nebo větší keř. Strom bývá vysoký do 15 m, keř dosahuje nejčastěji do 5 m. Kmen má kůru zprvu hladkou a světle hnědou, později podélně rozpraskanou, mladé větve jsou hnědozelené a ve stáří šedozelené s četnými bělavými lenticelami.

## Rozšíření
Její původní areál se táhne od východního atlantského pobřeží až k západnímu pacifickému, prochází jižní Kanadou a severní polovinou Spojených států amerických. Do Evropy byla jako okrasná rostlina dovezená roku 1665, na území nynějšího Česka je tento neofyt pěstován od roku 1811, ve větším měřítku počal zplaňovat a šířit se do přírody od poloviny dvacátého století.

## Ekologie
Je hemikryptofyt, který roste v řídkých lesích, na křovinatých stráních i pasekách. Vyskytuje se poblíž vodních toků i na suchých místech, upřednostňuje půdu hlavně propustnou. Kvete krátce po vyrašení nových listů, od dubna do června. Dobře snáší středoevropské klimatické podmínky. Počet chromozomů 2n = 32, stupeň ploidie x = 4.

## Popis
Opadavý strom nebo keř se silným kůlovitým kořenem a četnými postranními kořeny. Strom bývá vysoký 10 až 15 m, má široce rozložitě vejčitou korunu, její nejspodnější větve odstávají či jsou mírně svěšené. Keř je u země poměrně úzký, jeho obrys je nepravidelný a dorůstá do výše 5 m, letorosty jsou zprvu hnědavé a později šedozelené, čerstvá kůra je nepříjemně vonná.
Střídavé listy jsou jednoduché, jejich čepele bývají široce obvejčité až eliptické, někdy oválně kopinaté, mají červené řapíky dlouhé 1 až 2,5 cm. Čepel bývá dlouhá až 12 cm, u báze je kulatá, na vrcholu zašpičatělá a po obvodě hustě pilovitá, na lícní straně bývá tmavě zelená a na rubové modrozelená či šedozelená. Žilnatina listů je tvořená šesti až třinácti páry vyniklých, 1 až 2 cm dlouhých žilek.
Květy jsou bílé, široké okolo 10 mm, oboupohlavné, pětičetné, krátce stopkaté, češule mají zvonkovitý tvaru a vyrůstají na jednoletých listnatých výhoncích v terminálních, dlouhých, hustých, zpočátku přímých a později svěšených květenstvích. Květenství hrozen bývá tvořen 18 až 64 květy a může být dlouhý 8 až 14 cm. Pět krátce trojúhlých kališních lístků, vytvářející široce zvonkovitý kalich, je dlouhých asi 1 mm, po obvodě jsou zubaté a brzy opadavají. Korunních lístků je také pět, jsou bílé, velké 2 až 5 mm, okrouhlé až široce obvejčité a na vrcholu bývají drobně zoubkované. V květu bývá 15 až 20 volných tyčinek s barevnými prašníky, gyneceum se skládá z jednoho plodolistu. Svrchní semeník s jediným vajíčkem roste ze dna češule a má jedinou čnělku s bliznou. Tyčinky čnělku přečnívají. Květy jsou cizosprašné, opyluje je hmyz, hlavně včely, slétající se pro nektar a pyl.
Plod je široce vejčitá, šťavnatá, dužnatá peckovice, asi 1 cm velká, zprvu červená a ve zralosti nachově červená až vzácně i černá. Pecka obsahující semeno je tvrdá, hnědá, vejčitá, na vrcholu tupě špičatá a po povrchu hladká. Mezokarp plodu je masitý, jedlý, ale nakyslý. Plody požírají ptáci, kteří roznášejí semena po okolí a tak se starají o rozšiřování dřeviny. Spadlé plody také odnášejí drobní hlodavci, čímž také zajišťující rozptyl semen.

## Rozmnožování
Při množení semeny se vysazují čerstvá semena na podzim nebo stratifikovaná na jaře, je možno také hřížit jednoleté výhonky či v létě množit zelenými řízky. Na kořenech rostliny také vyrůstají z adventivních pupenů mladé odnože. Vypěstované kultivary lze v předjaří roubovat nebo v létě očkovat. Jsou hlášení její kříženci se střemchou pozdní (Prunus serotina).

## Toxicita
Rostlina je pro člověka toxická, obsahuje v listech, kůře i semenech glykosidy amygdalin a prunasin a v listech dále kyselinu kyanovodíkovou. V dužině plodů nejsou tyto látky obsažené, proto se plodů tradičně používá při výrobě sirupů a želé.
Kyselina kyanovodíková inhibuje dýchání buněk a schopnost využívat kyslík. Listy střemchy virginské, čerstvé i zvadlé, jsou pro býložravá zvířata jedovaté. Požití listů o hmotnosti větší než 0,25 % váhy zvířete může být smrtelné. Nejhorší je, když hladové zvíře zkonzumuje relativně velké množství během krátké doby. Příznaky otravy jsou zrychlené dýchání a lapání po dechu, slinění, vzrušení a úzkost, svalové záškuby, pak následuje vrávorání a křeče přecházející do kómatu.

## Použití
Stromy se vysazují do parků jako solitérní i skupinové okrasné dřeviny a do lesů pro zpestření skladby pěstovaných dřevin. V zimních měsících poskytují plody potravu ptákům i hlodavcům. V kultuře se druh pěstuje v několika kultivarech a je považován za dobrou medonosnou rostlinu. Pro své velké rozšíření a stabilní populační trend je střemcha virginská Mezinárodním svazem ochrany přírody (IUCN) řazena mezi málo dotčené druhy (LC).